# Liste der Baudenkmäler in Oberdachstetten
Auf dieser Seite sind die Baudenkmäler in der mittelfränkischen Gemeinde Oberdachstetten zusammengestellt. Diese Tabelle ist eine Teilliste der Liste der Baudenkmäler in Bayern. Grundlage ist die Bayerische Denkmalliste, die auf Basis des Bayerischen Denkmalschutzgesetzes vom 1. Oktober 1973 erstmals erstellt wurde und seither durch das Bayerische Landesamt für Denkmalpflege geführt wird. Die folgenden Angaben ersetzen nicht die rechtsverbindliche Auskunft der Denkmalschutzbehörde.
 Diese Liste gibt den Fortschreibungsstand vom 10. September 2020 wieder und enthält 36 Baudenkmäler.

## Baudenkmäler nach Gemeindeteilen

### Oberdachstetten
| Lage                                                                | Objekt                                                 | Beschreibung | Akten-Nr.     | Bild                 |
| ------------------------------------------------------------------- | ------------------------------------------------------ | --- | ------------- | -------------------- |
| Nähe Ansbacher Straße (Standort)                                    | Friedhof                                               | Einfriedung mit Sandsteinpfosten und schmiedeeisernen Gittern, 1894 ff. angelegt, 1949 Erweiterung und Errichtung eines Leichenhauses                                                                  | D-5-71-183-2  | BW                   |
| Hauptstraße 16 (Standort)                                           | Ehemaliges Gasthaus                                    | Zweigeschossiger Satteldachbau mit Schopf, Eckrustika, Gurtgesims und Putzrahmen um die Fenster, 1796                                                                                                  | D-5-71-183-4  | weitere Bilder       |
| Hauptstraße 16 (Standort)                                           | Ehemalige Scheune                                      | Mansarddachbau, 18. Jahrhundert, im 19. Jahrhundert nach Nordosten erweitert, überformt | D-5-71-183-4  | Ehemalige Scheune    |
| Hauptstraße 18 (Standort)                                           | Ehemaliger Brauereigasthof                             | Zweigeschossiger, rückseitig abgewalmter Satteldachbau mit Fachwerkgiebel, Ecklisenen, Geschossgesimsen und klassizistischer Portalrahmung, „1813“ (bezeichnet), nördlicher Anbau 19./20. Jahrhundert  | D-5-71-183-5  | weitere Bilder       |
| Nähe Hauptstraße (Standort)                                         | Ehemalige Brauerei                                     | Zweigeschossiger Sandsteinbau mit Satteldach, winklig anschließendem Quertrakt und Zwerchhaus, um 1850, südliches Zwerchhaus nachträglich aufgemauert, durch Anbauten erweitert                        | D-5-71-183-5  | Ehemalige Brauerei   |
| Hauptstraße 22 (Standort)                                           | Ehemaliges Forsthaus                                   | Zweigeschossiger Walmdachbau mit gebänderten Ecklisenen und rückseitig angebautem Wirtschaftsteil, 18. Jahrhundert                                                                                     | D-5-71-183-6  | Ehemaliges Forsthaus |
| Hauptstraße 27 (Standort)                                           | Wohnhaus                                               | Erdgeschossiger Satteldachbau mit Fachwerkgiebel, ausgehendes 18./frühes 19. Jahrhundert | D-5-71-183-7  | Wohnhaus             |
| Hauptstraße 31 (Standort)                                           | Wohnhaus                                               | Zweigeschossiger Satteldachbau mit rustizierten Ecklisenen, Geschossgesimsen, Putzgliederung im Erdgeschoss und klassizistischer Portalrahmung, „1805“ (bezeichnet), nördliche Türe vermauert          | D-5-71-183-8  | Wohnhaus             |
| Im Löchlein, Sendenwald, zwischen Anfelden und Spielberg (Standort) | Grenzstein                                             | 18. Jahrhundert | D-5-71-183-13 | BW                   |
| Kirchenstraße 13 (Standort)                                         | Wohnhaus                                               | Erdgeschossiger, rückseitig abgewalmter Satteldachbau mit Fachwerkteilen und Kellereingang, „1581“ (bezeichnet), 1784 verändert, Kelleranlage, Kellereingang mit Quadermauerwerk, wohl 18. Jahrhundert | D-5-71-183-9  | weitere Bilder       |
| Kirchplatz 4 (Standort)                                             | Evangelisch-lutherische Pfarrkirche Sankt Bartholomäus | Saalbau im Rundbogenstil mit eingezogener, halbrunder Apsis, eingestelltem Westturm, verzahnter Eckquaderung und Konsolsteinen unter dem Dachüberstand, 1837 ff., mit Ausstattung                      | D-5-71-183-1  | weitere Bilder       |
| Kirchplatz 4 (Standort)                                             | Kirchhofsmauer                                         | Mit hangabwärts angesetzten Strebepfeilern und rundbogigem Kellereingang im Nordwesten, östlicher Teil spätmittelalterlich, westlicher Teil um 1845 nach Kirchenneubau entstanden                      | D-5-71-183-1  | Kirchhofsmauer       |
| Nürnberger Straße 2 (Standort)                                      | Wohnhaus                                               | Zweigeschossiger Fachwerkbau mit Walmdach und teilweise versteinertem Erdgeschoss, vor 1826, Umbau um 1920                                                                                             | D-5-71-183-10 | Wohnhaus             |
| Pfarrstraße 3 (Standort)                                            | Evangelisch-lutherisches Pfarrhaus                     | Zweigeschossiger Krüppelwalmdachbau mit verschaltem Fachwerkgiebel und Satteldachanbau im Norden, 1684, im 18. Jahrhundert verändert                                                                   | D-5-71-183-11 | weitere Bilder       |

### Anfelden
| Lage                                         | Objekt                      | Beschreibung | Akten-Nr.     | Bild           |
| -------------------------------------------- | --------------------------- | --- | ------------- | -------------- |
| Anfelden 8 (Standort)                        | Ehemaliges Wohnstallhaus    | Erdgeschossiger Krüppelwalmdachbau in teils verputztem Fachwerk mit verschaltem Giebel, 18. Jahrhundert | D-5-71-183-14 | BW             |
| In Anfelden (Standort)                       | Felsenkeller                | Zwei Kellereingänge in Quadermauerwerk, davon einer rundbogig, ausgehendes 18./frühes 19. Jahrhundert | D-5-71-183-15 | BW             |
| Büttelberg-Halm-Kohlbrunnenschlag (Standort) | Grenzstein                  | Teil der Grenzsteinreihe der 1541 festgelegten Territorialgrenze zwischen den Markgrafentümern Brandenburg-Ansbach und Brandenburg-Kulmbach, rechteckiger, an den Seiten reliefierter Sandsteinpfeiler, gesetzt 1753 (teilweise im Gemeindegebiet von Marktbergel) | D-5-75-143-52 | BW             |
| Krötenbühl (Standort)                        | Steinkreuz, wohl Sühnekreuz | Ungewöhnlich aus mehreren Teilen zusammengesetzt, spätmittelalterlich | D-5-71-183-16 | weitere Bilder |
| Unterer Sendenweg (Standort)                 | Steinkreuz, wohl Sühnekreuz | Spätmittelalterlich | D-5-71-183-17 | BW             |

### Berglein
| Lage                   | Objekt                                                           | Beschreibung | Akten-Nr.     | Bild           |
| ---------------------- | ---------------------------------------------------------------- | --- | ------------- | -------------- |
| Berglein 8 (Standort)  | Ehemaliges Gasthaus                                              | Zweigeschossiger Satteldachbau mit Ladeluke im Giebelfeld und Deutschordenswappen über dem Eingang, „1784“ (bezeichnet), nördlicher Anbau 20. Jahrhundert | D-5-71-183-20 | BW             |
| Berglein 9 (Standort)  | Ehemaliger Zehntstadel                                           | Satteldachbau mit Hausteinrahmung um das Tor und Deutschordenswappen, „1771“ (bezeichnet) | D-5-71-183-19 | BW             |
| In Berglein (Standort) | Evangelisch-lutherische Filialkirche Sankt Killian und Kunigunde | Chorturmkirche, Saalbau mit Giebelgesims und eingezogenem Rechteckchor im Turm mit Fachwerk im Läutegeschoss und Spitzhelm sowie mit Sakristeianbau im nördlichen Turmwinkel und äußerem Emporenaufgang, Turm im Kern wohl spätmittelalterlich, Kirchenschiffneubau und wohl auch Turmerneuerung Mitte 18. Jahrhundert, Erweiterung des Sakristeianbaus und Emporenaufgang im 20. Jahrhundert, mit Ausstattung | D-5-71-183-18 | weitere Bilder |
| In Berglein (Standort) | Friedhofsmauer                                                   | Bruchsteinmauer mit zwei stichbogigen Portalöffnungen, spätmittelalterlich, westliches Portal erneuert | D-5-71-183-18 | BW             |
| Fuchseck (Standort)    | Grenzstein Nr. 20                                                | Wohl 18. Jahrhundert (teilweise im Gemeindegebiet von Obernzenn) | D-5-71-183-21 | BW             |

### Dörflein
| Lage                        | Objekt        | Beschreibung | Akten-Nr.     | Bild |
| --------------------------- | ------------- | --- | ------------- | ---- |
| Dörflein 11 (Standort)      | Wohnstallhaus | Erdgeschossiger Satteldachbau mit Giebelgesimsen und einfacher Hausteinrahmung an Fenstern und Tür, „1829“ (bezeichnet), Dachgeschoss modern überformt | D-5-71-183-22 | BW   |
| Dörflein 17 (Standort)      | Wohnstallhaus | Erdgeschossiger Satteldachbau in Fachwerk, rückwärts abgewalmt, wohl 19. Jahrhundert                                                                   | D-5-71-183-23 | BW   |
| Dörflein 18 (Standort)      | Scheune       | Satteldachbau in Fachwerk über massivem Sockel und massiver Giebelmauer im Südwesten, „1861“ (bezeichnet)                                              | D-5-71-183-37 | BW   |
| Fränkische Rezat (Standort) | Steinbrücke   | einbogige Straßenbrücke aus Bruchstein und Sandsteinquadern, Mitte 18. Jh.; über die Fränkische Rezat                                                  | D-5-71-183-38 | BW   |

### Lerchenbergshof
| Lage                         | Objekt   | Beschreibung | Akten-Nr.     | Bild |
| ---------------------------- | -------- | --- | ------------- | ---- |
| Lerchenbergshof 2 (Standort) | Wohnhaus | Erdgeschossiger Mansardwalmdachbau, im Kern wohl 18. Jahrhundert, im 19. Jahrhundert verändert                              | D-5-71-183-24 | BW   |
| Lerchenbergshof 2 (Standort) | Scheune  | Erdgeschossiger, teils verschalter Fachwerkbau mit Halbwalmdach, im Kern wohl 18. Jahrhundert, im 19. Jahrhundert verändert | D-5-71-183-24 | BW   |

### Lerchenbergsmühle
| Lage                           | Objekt        | Beschreibung | Akten-Nr.     | Bild |
| ------------------------------ | ------------- | --- | ------------- | ---- |
| Lerchenbergsmühle 1 (Standort) | Ehemals Mühle | Zweigeschossiger Krüppelwalmdachbau mit Fachwerkteilen in Obergeschoss- und Giebel sowie mit gedecktem äußeren Aufgang im Südosten, wohl 18. Jahrhundert, „1765“ (ehemals bezeichnet) renoviert | D-5-71-183-25 | BW   |

### Mitteldachstetten
| Lage                            | Objekt                              | Beschreibung | Akten-Nr.     | Bild                       |
| ------------------------------- | ----------------------------------- | --- | ------------- | -------------------------- |
| Mitteldachstetten 1 (Standort)  | Evangelisch-lutherische Pfarrkirche | Chorturmkirche, Saalbau mit eingezogenem Rechteckchor im Turm mit Spitzhelm und Sakristeianbau im Norden, Chorturm 14./15. Jahrhundert, Kirchenschiff 18. Jahrhundert, Anbau 20. Jahrhundert, mit Ausstattung                      | D-5-71-183-26 | weitere Bilder             |
| Mitteldachstetten 1 (Standort)  | Friedhofsmauer                      | Ehemalige Wehrmauer, spätmittelalterlich, im Osten im 19./20. Jahrhundert erneuert | D-5-71-183-26 | BW                         |
| Mitteldachstetten 1 (Standort)  | Friedhofstor                        | Walmdach auf Holzpfosten, wohl 1776 | D-5-71-183-26 | BW                         |
| Mitteldachstetten 2 (Standort)  | Ehemaliges Schulhaus                | Zweigeschossiger Walmdachbau mit gebänderten Ecklisenen, Geschoss- und Traufgesims, im Kern vielleicht 18. Jahrhundert, wohl im 19. Jahrhundert die drei nördlichen Achsen erweitert, Erweiterung nach Westen wohl 21. Jahrhundert | D-5-71-183-32 | Ehemaliges Schulhaus       |
| Mitteldachstetten 8 (Standort)  | Wohnhaus                            | Erdgeschossiges Mansarddachhaus, im Kern 18. Jahrhundert, erweitert und überformt | D-5-71-183-34 | BW                         |
| Mitteldachstetten 9 (Standort)  | Ehemalige Wassermühle               | Erdgeschossiger Mansarddachbau mit Halbwalm und Fachwerkgiebel im Osten, „1792“ (bezeichnet), Teile überformt, nach Süden mit kleinem Anbau erweitert                                                                              | D-5-71-183-28 | BW                         |
| Mitteldachstetten 14 (Standort) | Wohnstallhaus                       | Erdgeschossiger Satteldachbau in Fachwerk mit teils massiven Umfassungsmauern, wohl spätes 18. Jahrhundert | D-5-71-183-29 | BW                         |
| Mitteldachstetten 15 (Standort) | Ehemaliges Pfarrhaus                | Zweigeschossiger Krüppelwalmdachbau, 1761 ff., Einfriedung, Garteneinfriedung mit Hausteinsockel und -pfosten sowie Hofmauer, im Kern wohl bauzeitlich                                                                             | D-5-71-183-27 | BW                         |
| Mitteldachstetten 16 (Standort) | Wohnhaus                            | Zweigeschossiger Satteldachbau, im Kern um 1800, stark überformt | D-5-71-183-31 | Wohnhaus                   |
| Mitteldachstetten 26 (Standort) | Ehemaliger Brauereigasthof          | Zweigeschossiger Walmdachbau mit Fachwerkobergeschoss über massivem Erdgeschoss, Brauerei ehemals im westlichen Abschnitt, 1765 | D-5-71-183-33 | Ehemaliger Brauereigasthof |

### Spielberg
| Lage                                     | Objekt     | Beschreibung | Akten-Nr.     | Bild |
| ---------------------------------------- | ---------- | --- | ------------- | ---- |
| Spielberg 7 (Standort)                   | Wohnhaus   | Erdgeschossiger Bau mit Mansarddach, Krüppelwalm und Fachwerkgiebel über massivem Erdgeschoss, 18. Jahrhundert | D-5-71-183-36 | BW   |
| Spielberg 5 (Standort)                   | Scheune    | Erdgeschossiger Fachwerkbau mit Krüppelwalmdach, 18./1. Viertel 19. Jahrhundert, Fachwerk teils verschalt | D-5-71-183-36 | BW   |
| Mittlerer Eberstall (Standort)           | Grenzstein | 5 Grenzsteine, Teil der Grenzsteinreihe der 1541 festgelegten Territorialgrenze zwischen den Markgrafentümern Brandenburg-Ansbach und Brandenburg-Kulmbach, rechteckige, an den Seiten reliefierte Sandsteinpfeiler, gesetzt 1753 | D-5-71-183-39 | BW   |
| Erlachfeld (Standort)                    | Grenzstein | 5 Grenzsteine, Teil der Grenzsteinreihe der 1541 festgelegten Territorialgrenze zwischen den Markgrafentümern Brandenburg-Ansbach und Brandenburg-Kulmbach, rechteckige, an den Seiten reliefierte Sandsteinpfeiler, gesetzt 1753 | D-5-71-183-39 | BW   |
| Mittlerer Eberstall;Spielberg (Standort) | Grenzstein | 5 Grenzsteine, Teil der Grenzsteinreihe der 1541 festgelegten Territorialgrenze zwischen den Markgrafentümern Brandenburg-Ansbach und Brandenburg-Kulmbach, rechteckige, an den Seiten reliefierte Sandsteinpfeiler, gesetzt 1753 | D-5-71-183-39 | BW   |

### Keinem Gemeindeteil zugeordnet
| Lage                                                                                    | Objekt           | Beschreibung                                                | Akten-Nr.     | Bild |
| --------------------------------------------------------------------------------------- | ---------------- | ----------------------------------------------------------- | ------------- | ---- |
| Lach, Staatswald Abteilung Dachsbau an der Nordgrenze bei Staatswaldstein 95 (Standort) | Drei Grenzsteine | 18. Jahrhundert (teilweise im Gemeindegebiet von Obernzenn) | D-5-71-146-49 | BW   |

## Ehemalige Baudenkmäler
In diesem Abschnitt sind Objekte aufgeführt, die früher einmal in der Denkmalliste eingetragen waren, jetzt aber nicht mehr. Objekte, die in anderem Zusammenhang also z. B. als Teil eines Baudenkmals weiter eingetragen sind, sollen hier nicht aufgeführt werden. Aktennummern in diesem Abschnitt sind ehemalige, jetzt nicht mehr gültige Aktennummern.

| Lage | Objekt                          | Beschreibung                                                                                        | Akten-Nr.     | Bild |
| --- | ------------------------------- | --------------------------------------------------------------------------------------------------- | ------------- | ---- |
| Oberdachstetten Gartenstraße 1 (Standort)                                                                                   | Eingeschossiges Mansarddachhaus | Verputzter Fachwerkgiebel, 18. Jahrhundert, Scheunenanbau                                           | D-5-71-183-3  | BW   |
| Oberdachstetten Buchenberg, Mittlerer Eberstall, im Staatswald Abteilung Buchenberg, Gemarkung Mitteldachstetten (Standort) | Grenzstein                      | 18. Jahrhundert                                                                                     | D-5-71-183-12 | BW   |
| Möckenau Möckenau 1 (Standort)                                                                                              | Scheune                         | Fachwerkbau mit Krüppelwalmdach, „1724“ (bezeichnet), Westseite später in Sandstein massiv erneuert | D-5-71-183-35 | BW   |